# Basutacris minuta
Basutacris minuta is een rechtvleugelig insect uit de familie Lentulidae. De wetenschappelijke naam van deze soort is voor het eerst geldig gepubliceerd in 1962 door Brown.